# كرايغ شارب
كرايغ شارب هو مغني كندي، ولد في 23 سبتمبر 1989 في كربونير ‏ في كندا.

## روابط خارجية
- كرايغ شارب على موقع IMDb (الإنجليزية)